# Деснецуй
Деснецуй (рум. Desnățui) — село у повіті Долж в Румунії. Входить до складу комуни Вела.
Село розташоване на відстані 217 км на захід від Бухареста, 35 км на захід від Крайови.

## Населення
За даними перепису населення 2002 року у селі проживали 29 осіб, усі — румуни. Усі жителі села рідною мовою назвали румунську.